# HMS Puke (19)

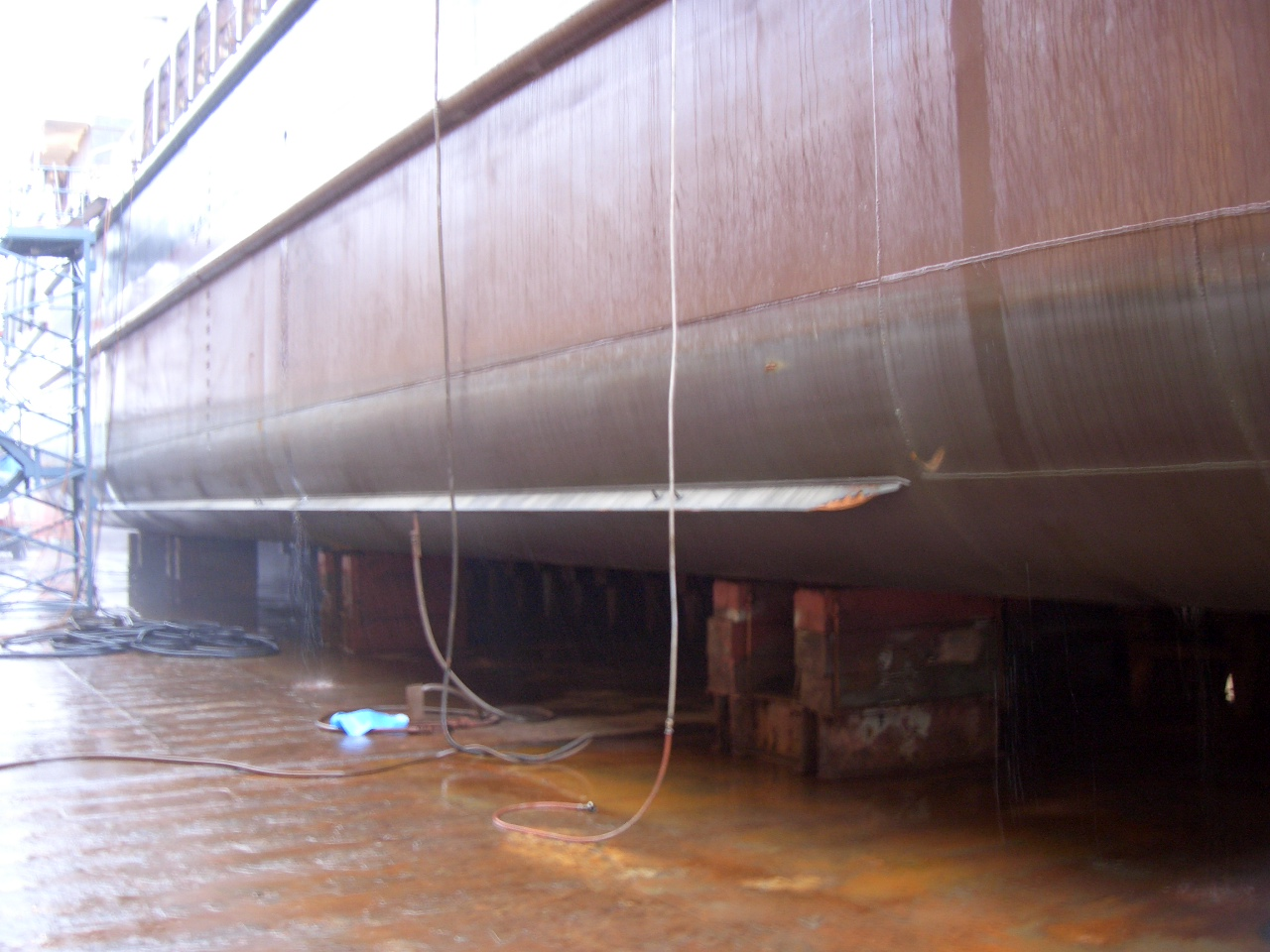
Ett exempel på slingerköl

HMS Puke (19) var en jagare i svenska flottan. Puke och systerfartyget HMS Psilander köptes in från Italien år 1940, efter andra världskrigets utbrott men innan Italien förklarade krig mot de allierade. Hon sjösattes i Italien den 29 januari 1926 för italienska marinen som eskortjagare med namnet Bettino Ricasoli av Sella-klass och köptes 1940 av Sverige som då också bytte namn på fartyget. Fartygets italienska namn kom från den italienska premiärministern Bettino Ricasoli och det svenska från amiralen Johan af Puke.

## Konstruktion och bestyckning
Puke var 85,3 meter lång, 8,6 meter bred och hade ett djupgående av 2,8 meter. Skrovet var utformat med ett backdäck som sträckte sig över knappt halva fartygets längd. För om de två skorstenarna stod en överbyggnad som inhyste bland annat styrhytten och kommandobryggan. Maskineriet utgjordes av tre stycken ångpannor som levererade ånga till två ångturbiner av märket Thornycroft, vilka drev var sin propeller. Maskineriet utvecklade 36 000 hästkrafter vilket gav en maximal hastighet av 35 knop. Bestyckningen utgjordes till en början av tre stycken 12 cm kanoner som var monterade en i ett torn på fördäck och två i ett dubbeltorn på en uppbyggnad på akterdäck. Luftvärnet bestod av två stycken 40 mm automatkanoner och två 13,2 mm kulsprutor. Dessutom fanns två stycken dubbelställ för 45,7 cm torpeder samt plats för 30–40 minor för minfällning.

## Historia

### Italiensk tjänst
Puke byggdes vid Pattison-varvet Neapel och sjösattes den 29 januari 1926. Fartyget levererades den 11 december samma år till den italienska marinen och fick då namnet Bettino Ricasoli efter den italienska premiärministern med samma namn. År 1929 moderniserades fartyget varvid de tre 12 cm kanonerna byttes ut mot fyra modernare, vilket ledde till att även det förliga tornet fick ett dubbellavettage.

### Försäljning till Sverige
I december 1939 avreste en svensk kommission till Italien för att utreda möjligheten för Sverige att köpa örlogsfartyg från landet. Detta ledde till att Psilander- och Romulus-klasserna införskaffades. Den 14 april 1940 avgick alla fyra jagarna tillsammans från La Spezia och den 10 juli ankom fartygen till Göteborg.

### Svensk tjänst
Efter ankomsten till Sverige sattes Puke i göteborgseskadern. Med tiden visade sig fartyget vara för vekt byggt och rullade kraftigt i sjögång, vilket gjorde att man var tvungen att bygga in förstärkningar och montera slingerkölar på skrovet. Dessutom medförde akterskeppets låga fribord att det ofta översköljdes vid dåligt väder. Åren 1941–1942 modifierades fartygens bestyckning. Luftvärnet byttes ut mot två 40 mm luftvärnsautomatkanoner m/36 och två dubbla 8 mm luftvärnskulspruta m/36, 45 cm torpederna byttes ut mot 53 cm torpeder, och sjunkbombskastare och sjunkbombsfällare installerades. Efter en mycket kort tjänst lades båda fartygen i materielberedskap mellan 1943 och 1944.

### Utrangering
Puke utrangerades den 13 juni 1947, vartefter hon användes vid skjut- och sprängförsök innan hon till slut skrotades i Karlskrona 1949.